# Yellow Submarine
Yellow Submarine album je Beatlesa iz 1969. godine.

## Pjesme

### Strana A
1. Yellow Submarine
2. Only A Northern Song
3. All Together Now
4. Hey Bulldog
5. It`s All Too Much
6. All You Need Is Love

### Strana B
1. Pepperland
2. Sea Of Time
3. Sea Of Holes
4. Sea Of Monsters
5. March Of The Meanies
6. Pepperland Laid Waste
7. Yellow Submarine In Pepperland

## Glazbenici
- John Lennon
- Paul McCartney
- George Harrison
- Ringo Starr
- George Martin